# 丹尼尔·巴伦博伊姆
丹尼尔·巴伦博伊姆（希伯來語：דניאל ברנבוים，1942年11月15日—），犹太裔钢琴家、指挥家。他是阿根廷、以色列、巴勒斯坦和西班牙的公民，现居柏林。
在其職業生涯中，巴倫波因與古典音樂領域的數個主要團體有密切的合作，這包括了芝加哥交響樂團（音樂總監）、巴黎管弦乐团（首席指揮）、斯卡拉大劇院（音樂總監），以及柏林國立歌劇院和柏林国家管弦乐团（音樂總監，現任）。

## 早年

11岁的巴伦博伊姆与作曲家伊桑·拉斯提格（Eithan Lustig）和加德纳青年管弦乐团，1953年

1942年11月15日，巴伦博伊姆生于阿根廷布宜诺斯艾利斯，其父恩里克·巴伦博伊姆（Enrique Barenboim）为第三代俄裔犹太移民，其母艾達（Aida Schuster）則是阿根廷本地人；父母都是职业钢琴家。自五歲起，他開始同母親學習鋼琴，而後則向父親學習。1950年8月19日，七歲時在家鄉舉辦了第一場音樂會。
1952年，巴伦博伊姆随父母移居建国不久的以色列之港市特拉维夫。兩年後的夏季，巴伦博伊姆前往奧地利薩爾茨堡，在那裏他參與了馬克維奇的指揮課程，並有機會為柏林爱乐的指挥富特文格勒演奏，富特文格勒亦成為巴伦博伊姆的理型，對其音樂理念有重大的啟發。富特文格勒相當驚訝於年輕巴伦博伊姆的才能，並邀请巴伦博伊姆与柏林爱乐合作（演奏貝多芬第1號鋼琴協奏曲），但出于对战争阴影的顾虑，这一邀请由其父代為拒絕。

## 職業生涯
鋼琴

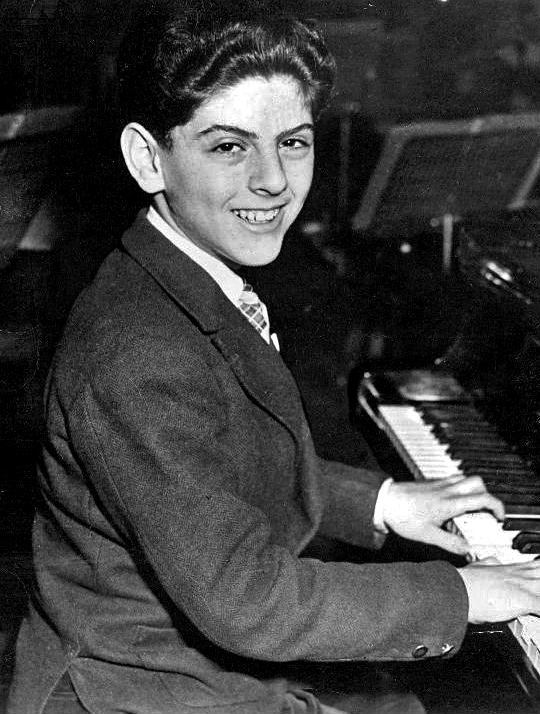
15岁时巴伦博伊姆在美国音乐会上表演，1958年1月

1952年，巴伦博伊姆以十歲之齡在維也納、羅馬等地以鋼琴家的身份首次亮相國際舞台。1955年，巴伦博伊姆於法國巴黎演奏，同時師從娜迪亚·布朗热學習和聲學、作曲。1957年，巴伦博伊姆於美國紐約同指揮斯托科夫斯基合作，並開始了頻繁來往歐、美、澳大利亞的鋼琴演奏家生涯。1967年，巴伦博伊姆與未婚妻杰奎琳·杜普蕾、指揮祖賓·梅塔以及小提琴家帕爾曼、祖克曼在1969年一次募款音樂會上齊聚一堂，演奏的曲目是舒伯特的《鱒魚》五重奏。
相較於早期較為專注於古典主義時期（參後節），自1990年代開始，巴伦博伊姆在現場鋼琴演奏的曲目有著顯著的成長，除了巴赫《平均律键盘曲集》以及《哥德堡变奏曲》之外，他亦演奏廿世紀的作品，如：德布西的《前奏曲》，以及阿爾班尼士的《伊貝利亞》。此外，他對爵士乐以及南美民謠也投以關注。
指揮

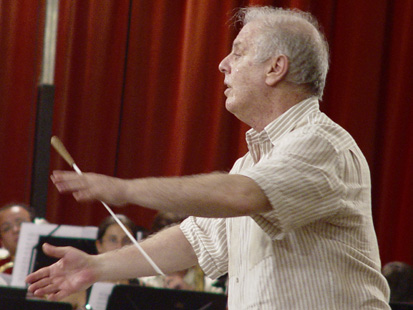
巴伦博伊姆在西班牙塞维利亚指挥西东合集管弦乐团的排练，2005年

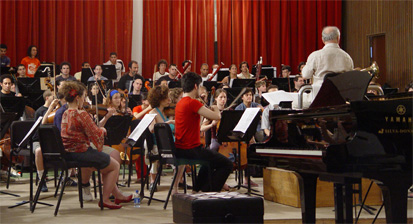
巴伦博伊姆指挥西东合集管弦乐团的排练，2005年

1966年，巴伦博伊姆在倫敦的艾比路錄音室指揮英國室內樂團演奏，完成指揮生涯的初登場，繼而開始在歐洲、美國的樂團獲得登台機會。1973年，他在愛丁堡音樂節指揮莫札特歌劇《唐·喬望尼》。1975年，巴伦博伊姆接替乔治·索尔蒂，成为巴黎管弦乐团首席指挥，開始大量接觸現代音樂作品，直到1989年離任為止。
1981年，巴伦博伊姆在拜魯特登台，此一決定對於他的猶太身分有著指標性的意義，直到1999年為止他都在此指揮，曲目則有《特里斯坦与伊索尔德》、《帕西法尔》和《尼伯龙根的指环》等。1991年再次擔任索尔蒂的接班人，成为美國芝加哥交响乐团的首席指挥，他在芝加哥的生涯則一直延續到2006年（6月17日）止。對於美國職業樂團（以及其音樂總監）所必須承擔的募款重任，巴伦博伊姆曾公開表達不滿。
1992年起，巴伦博伊姆担任柏林國立歌劇院和柏林国家管弦乐团的藝術指導以及音樂總監職，2000年当选柏林国家管弦乐团终身首席指挥，對於這座劇院的音樂水平及地位做出了顯著的貢獻。
2006年，里卡多·穆蒂自米蘭斯卡拉大劇院辭去，巴伦博伊姆成為該院首席客席指揮，繼而於2011年成为該院音樂总监。
1999年，巴伦博伊姆与学者爱德华·萨义德创立西東合集管弦樂團。2012年7月联同该乐团在英國倫敦逍遙音樂節演出貝多芬的全套交響曲。
2006年，巴伦博伊姆接受英國廣播公司約翰·賴特的訪問，製作了五期名為《起初只有聲音》（英語：In the Beginning was Sound）的教育性節目。這檔節目在不同的地方錄製，包括倫敦、芝加哥、柏林和耶路撒冷等地，是一次規模可觀的工程（可參考資訊欄之錄音檔）。
2006年11月，在紐約愛樂音樂總監繼任的選拔中，洛林·马泽尔提名了巴伦博伊姆擔任自己的繼任者，但由於早前在美國工作的不快經驗，巴伦博伊姆婉謝了這份邀請，並表示「現時並不考慮在美國的永久職位」。不過，2008年他轉而在大都會歌劇院登台（在此的初登場），指揮華格納的《崔斯坦與伊索德》，慶祝該院第四百五十場歌劇製作。
2009年，巴伦博伊姆首次指揮維也納愛樂新年音樂會，在新年賀詞中，他表達了對中東和平的許願。2014年，巴伦博伊姆第二次在维也纳新年音乐会登台。2022年，時隔八年，巴伦博伊姆第三度登台維也納新年音樂會。

## 風格
巴伦博伊姆對於根植於音樂學考證而來的研究成果（例如：風行一時的復古風格演奏）興趣不大，聆聽他的貝多芬交響曲全集錄音，可以發現他的詮釋較為折衷，也較偏向廿世紀早期的風格，而較少採用音樂學者（例如：英國的戴爾瑪）在重新校訂的樂譜中所做出的改變。同樣地，他也反對根據史料去設定演奏演奏速度，即使是出自作曲家本意的拍節器標示。巴伦博伊姆對演奏速度的主張是：在考量和聲與和聲節奏的前提下，從音樂中找出最為合適的速度選擇。在這樣的主張下，他的貝多芬交響曲與古樂指揮如津曼、諾靈頓等人有著顯著的差異。
在鋼琴演奏方面，巴伦博伊姆在演奏巴赫《合宜調律鍵琴曲集》時，不吝於使用延音踏板──巴赫時代的鍵盤樂器無此裝置──的詮釋方式，也與上文的詮釋路線相切合。巴伦博伊姆指下的巴赫，與「將鋼琴視為鍵琴使用」的顧爾德所演奏的幾無殘響的聲音相比，自然顯出其音樂中浪漫、人性化的一面。在演奏賦格時，巴伦博伊姆經常將特定的聲部以較大的力度彈奏，而根據特定學者的主張，這樣的作法在貝多芬的年代就已存在。巴伦博伊姆對此則是表示，與其「遵守」巴赫或貝多芬所屬時代的演奏方式，他更願意擁抱已經存在超過250年的演奏傳統。

## 獲獎與榮譽
- 2002年：德國大十字勳章
- 2002年：阿斯图里亚斯亲王奖
- 2003年：威廉‧福特文格勒獎
- 2004年：沃爾夫獎
- 2005年：美國藝術與科學學院榮譽外籍成員
- 2007年：義大利騎士大十字勳章
- 2007年：歌德獎章
- 2008年：皇家愛樂協會金獎
- 2009年：伊斯坦堡國際音樂節終身成就獎
- 2011年：愛迪生終身成就獎
- 2011年：大英帝國勳章（KBE）
- 2019年6月7日：柏林愛樂「榮譽指揮」（德語：Ehrendirigenten），該團史上第一人

### 學位
- 哲學博士，耶路撒冷希伯來大學，1996年
- 布鲁塞尔自由大学（荷语），2003年
- 音樂博士，牛津大學，2007年
- 音樂博士，倫敦大學亞非學院，2008年
- 音樂博士，皇家音樂學院，2010年
- 哲学博士，魏茨曼科学研究学院，2013年
- 佛罗伦萨大学，2020年

### 葛萊美獎
- 最佳獨奏者與樂團，1977年
- 最佳獨奏者與樂團，1983年
- 最佳室內樂演奏，1991年
- 最佳管弦樂演奏，1992年
- 最佳室內樂演奏，1995年
- 最佳獨奏者與樂團，2002年
- 最佳歌劇錄音作品，2003年
- 葛萊美獎名人堂，2012年

## 言論及其他

### 政治立場

#### 華格納詮釋
在1938年的水晶之夜之後，猶太音樂家便拒絕在以色列地區演奏華格納作品；即使演奏之，也將遭受公眾的抵制。由於納粹當局對華格納形象的看法，甚至是華格納本人的反猶思想，導致了這樣非正式的「禁演」，在以色列宣布建國（1948年）之後仍未解除。1981年，祖賓‧梅塔嘗試在以色列愛樂的節目中安排華格納作品，但幾乎引發了觀眾席的鬥毆。1988年，拜魯特方面指定巴伦博伊姆擔任製作，與華格納相關的討論也變得不可迴避。巴伦博伊姆表示，華格納的為人「邪惡且為人所鄙，難以想像他能創作出這樣的作品，其作品所帶來的感受是截然相反的⋯⋯。」他甚且認為，反猶的華格納固然必須被聲討，但「華格納並未屠殺猶太人」。不過，在1990年率柏林愛樂訪問以色列的節目安排上，巴伦博伊姆避開了華格納作品，淡化了可能升高的爭議。
2001年7月，巴伦博伊姆計畫在以色列音樂節安排《女武神》第一幕的演出，參與的歌者包括普拉西多·多明哥在內。原先經過討論而得到許可的節目安排，由於大屠殺遺眾（以及來自以色列有關方面）的強烈反對，使得音樂節主辦方被迫在5月做出決議，以舒曼、史特拉汶斯基的作品做為替代。不過，7月7日的演出當晚，巴伦博伊姆在正式曲目終了後宣布，他將演奏一首華格納的序曲，希望能獲得在場聽眾的許可。「我尊重在場的人士們對華格納其人的看法，然而能夠為願意聆聽其作品的人演奏，這樣的做法反而是民主的。關於是否能演奏這一首返場曲，我希望能徵求你們的同意。」觀眾席的討論持續了30分鐘之久，有部分的聲音斥責巴伦博伊姆是種族主義者。最終，僅有一小部分的觀眾離開，絕大部分的觀眾則在場聆聽了接下來的《崔斯坦與伊索德》序曲。巴伦博伊姆本人將這次的事件視為一次政治性的表態，他表示，在自己所召開的記者招待會當中，曾有被手機響鈴干擾的經驗，而這段響鈴正是華格納的〈女武神飛行〉。「我想，如果在鈴聲或電話上能夠使用，為什麼不能夠在音樂廳當中被演奏呢？」巴伦博伊姆表達了如是的看法。
爭議持續不斷，芝加哥交響樂團的長期會員對自家音樂總監的行動有所不解，以色列國會的部分議員更主張將其列為「不受歡迎人物」，並要求正式的道歉。在2004年的沃爾夫獎頒獎典禮之前，巴伦博伊姆出面回應：「若我的行動造成了傷害，我當然感到後悔，我並不想傷害任何人。」但顯然地，華格納形象在以色列已經是高度爭議的政治議題，而非單純的音樂討論。「我認為問題不在於以色列方面怎麼看待（華格納），而是納粹與希特勒看待華格納的方式，造成許多人對華格納根深蒂固的偏見。終有一天，我們會需要重新看待這一切。」「在我看來（偏見就有如疾病般）⋯⋯我的發言可能會有些尖銳，但我謹慎地使用以下的用字：現今以色列對大屠殺的看法已經被過度政治化地看待了，而這非常不好。」相關的討論到今天仍爭執不止。

#### 以巴關係
巴伦博伊姆是人權主義者，對以色列政府的保守政策，以及其對巴勒斯坦地區的行動皆多所批評。他甚且認為，以色列的舉動「將會影響以色列自身的安定」。對於巴勒斯坦政治地位的討論，巴伦博伊姆在2014年投書英國《衛報》，主張以、巴兩方是唇亡齒寒的關係。「以色列的長治久安⋯⋯唯有巴勒斯坦人民的未來，以及其主權地位受到保障，才能實現（雙方面的安定），否則歷史將一再重演。」
2007年12月，巴伦博伊姆率領樂團前往加薩走廊進行演出，這支樂團的組成則有來自英國、美國、法國與德國的演奏者們，以及──一位巴勒斯坦人，計畫中的曲目則是巴洛克時期的作品。在以色列有關方面的堅持之下，這位巴勒斯坦籍樂手無法通過加薩的管制邊線，樂團全體也以取消演出表示對此舉的抗議。對此，巴伦博伊姆則是表示，「在加薩地區的天主教教堂裡演奏巴洛克音樂，根本就不需要出動安檢手段。（反之）我想我們的演奏多少能帶給居於水深火熱的當地居民一些慰藉。」
2008年1月，在前往拉馬拉（阿拉伯語：رام الله，羅馬化：Ramallah，此地亦是阿拉法特的安葬地）進行演出之後，巴伦博伊姆獲得巴勒斯坦的榮譽公民權，是史上首位獲得此一榮譽的以裔猶太公民。對此，他表示這應該是和平的橄欖枝。當然，此事在以色列免不了遭到批評，部分的國會議員認為應該取消巴伦博伊姆的以色列公民權，但此一主張遭到內政部長的果斷拒絕。
2011年5月，巴伦博伊姆組織了「加薩樂團」（Orchestra for Gaza），樂團的組成是來自柏林愛樂、柏林國家劇院、米蘭史卡拉劇院、維也納愛樂以及巴黎管弦樂團的職業演奏者們，演出在加薩的考古學博物館進行。在秘密安排下，樂團與巴伦博伊姆取道拉法邊界關卡，在聯合國部隊的護送之下進入加薩地區。這是加薩地區的歷史上第一次有國際水平的演奏團體來訪，音樂會的觀眾為特定的受邀者，無政府組織的工作者，以及數百名學齡孩童。這晚演出的曲目則是莫札特的《小夜曲》（德語：Eine kleine Nachtmusik），以及其第40號交響曲。巴伦博伊姆並補充道：
所有人都應該理解，巴勒斯坦人的運動是正當的；以非暴力的手段達成訴求，才是真正的正義。暴力行為只會弱化巴勒斯坦人的訴求與主張。

## 作品節選

### 录音
生涯早期的巴伦博伊姆首先專注於古典主義時期的作品，值得關注的作品有莫札特、貝多芬與舒伯特等人的全本鋼琴奏鳴曲，莫札特的全本鋼琴協奏曲（指揮英國室內樂團，並親任獨奏），貝多芬的全本鋼琴協奏曲（與奥托·克伦佩勒、新愛樂管弦樂團合作）等錄音。浪漫主義時期則是小有涉獵，包括布拉姆斯的鋼琴協奏曲（與约翰·巴比罗利合作）、門德爾松的無言歌，以及蕭邦的夜曲等。室內樂作品方面，巴伦博伊姆與杜普蕾、帕爾曼、祖克曼等人留有可觀的錄音，包括了莫札特的全本奏鳴曲（與帕爾曼），布拉姆斯的全本奏鳴曲（小提琴兩套，分別與帕爾曼、祖克曼合作；大提琴一套，與杜普蕾合作），貝多芬與柴可夫斯基的三重奏，以及著名的《鱒魚》五重奏。
管弦樂錄音方面，巴伦博伊姆錄有貝多芬、布拉姆斯、布魯克納、舒伯特與舒曼等人的全本交響曲，莫札特的「洛倫佐三部曲」，華格納的部分作品（包括巨製《指環》四部曲），以及許多協奏曲作品（例如：維拉-羅伯斯的吉他協奏曲）。巴伦博伊姆似乎對馬勒作品的接受程度較低，不過這點後來亦有所改觀，他並灌錄了馬勒的第五、第七與第九交響曲，以及《大地之歌》。
巴伦博伊姆是少數同時以鋼琴演奏與指揮者的身分活躍於國際樂壇者，他亦經常與合作樂團的演奏者合作室內樂作品。在巴黎管弦樂團任內，他與團員合作梅西安的《時間終結四重奏》；在芝加哥，他與團員合演理查‧史特勞斯；在柏林，他與國家劇院樂團的樂手合作莫札特的豎笛三重奏作品。這些演奏也有部分被錄製下來，做為錄音傳世。
2017年，為了慶祝巴伦博伊姆的七十五歲生日，德國留聲機公司特別集結了卅九片的套裝唱片出版。索尼音樂亦有類似的規劃，但規模更大。以下，節錄部分具代表性的錄音作品：
- (CD). 20世紀偉大鋼琴家（英语：Great Pianists of the 20th Century） 9. Philips Classics. 1999. 456 721-2.

### 自传
- 《音樂人生》（A Life in Music），1992年

## 个人生活
1967年6月15日，巴伦博伊姆与英国大提琴家杰奎琳·杜普蕾在耶路撒冷成婚，祖賓·梅塔是在場的見證人之一。有趣的是，由於梅塔並非猶太人身分，亦非猶太教徒，他必須暫時「改名」才能參與儀式。婚後，巴伦博伊姆伉儷频繁地联袂演出；六日戰爭期間，他們曾在耶路撒冷、特拉维夫、海法及贝尔谢巴等戰爭前線的城市演奏。1973年，杜普蕾被診斷患有多發性硬化症，必須自舞台生涯退休，她於1987年辞世。翌年，巴伦博伊姆與俄裔鋼琴家艾琳娜‧巴斯奇諾瓦成婚，這段婚姻關係育有二子：大衛‧阿瑟（David Arthur，1983年生）、邁可（Michael，1985年生），兩人皆是音樂工作者。
巴伦博伊姆現持有四國公民身分：阿根廷、以色列、巴勒斯坦以及西班牙，並能熟练使用七種语言。巴伦博伊姆現居柏林。
2025年2月，巴倫波因透過官方社群證實自己確診帕金森氏症。

### 与萨义德的友谊
1990年代初，巴伦博伊姆于伦敦与巴裔美籍学者薩伊德邂逅。对音乐的共同热爱和对文化的诸多相似看法，使他们就此结为挚友。1999年，取意于歌德的《西东集》（West-östlicher Divan）成立，在魏玛举行“西东集工作坊”，以纪念歌德诞辰250周年。在巴伦博伊姆与马友友的指导下，這次的工作坊使以、阿兩方的青年音乐家有机会跨越种族藩篱，相互切磋，共同演奏，而萨义德则在工作坊期间主持晚间的音乐、文化与政治讨论。之后，这一工作坊以及其管弦樂團在德国、美国乃至世界各地巡迴演出，成為中東地區年輕音樂家們一期一會的重要演出活動之一。2009年1月，西东集管弦樂團取消了在卡達與開羅的演出，巴伦博伊姆對此表示是出於安全考量。2012年的倫敦逍遙音樂節，巴伦博伊姆率西东集管弦樂團演奏全本貝多芬交響曲，當年的貝多芬第九交響曲更成為奧運開幕式的一環。
萨义德曾为巴伦博伊姆的演出与录音写作，他们近十年来的对话则于2002年结集成《平行与矛盾：在音乐与社会中的探索》（Parallels and Paradoxes: Explorations in Music and Society）一书。同年，巴伦博伊姆與萨义德共同獲得阿斯图里亚斯亲王奖，獲獎理由為「增進兩國相互理解」。2006年，柏林的「巴伦博伊姆與薩伊德學院」（德語：Barenboim-Said-Akademie）展開興建工程，預計在完工後成為向以、阿學子傳授音樂、人類知識的學府。該校於2016年12月8日開幕。

## 軼事
- 巴伦博伊姆、杜普蕾、梅塔、帕爾曼與祖克曼等五人在1969年的室內樂演奏，後來曾被製作為同名的紀錄片《鱒魚》[64]。五人同樣身為國際樂壇的頂尖新秀（當時都不滿卅歲），卻能融洽地在舞台上合作，這段故事不但傳為佳話，他們的友誼也一直維繫至今日。
- 小行星「7163巴伦博伊姆」以其名義命名[65]。